# Domenico Brandi
Pour les articles homonymes, voir Brandi.
Domenico Brandi  (né le 12 août 1683 à Naples - mort à Naples le 8 novembre 1736) est un peintre italien qui fut actif au XVIIIe siècle.

## Biographie
Domenico Brandi est un peintre italien, actif dans son pays natal, Naples, où il peint des natures mortes d'oiseaux et d'animaux, ainsi que des paysages pastoraux (vedute). Il a été peintre auprès du vice-roi de Naples.

## Œuvres dans les collections publiques
Les pays, villes et noms d'institutions sont classés par ordre alphabétique, les œuvres par date. 

### Allemagne
- Stuttgart, Staatsgalerie[2],[3]

### Autriche
- Vienne, palais Harrach[4]

### Danemark
- Copenhague, Statens Musem for Kunst[5]

### France
- Ajaccio, musée Fesch[6]
- Avignon, musée Calvet[7]
- Besançon, musée des Beaux-Arts et d'Archéologie[8]
- Bordeaux, musée des Beaux-Arts[9]
- Caen, musée des Beaux-Arts[10]
- Chartres, musée des Beaux-Arts, Paysage d'Italie, huile sur toile, 73 × 62 cm, provenant de la collection Louis La Caze, dépôt du musée du Louvre[11]
- Marseille, musée des Beaux-Arts[12]
- Orléans, musée des Beaux-Arts: 
  - Trophée de chasse avec deux chiens, un lièvre et des oiseaux, 1710-1720, huile sur toile, 94 x 131,5 cm[13]
  - Pastorale, 1700, huile sur toile, 94 x 130 cm[14]

### Italie
- Ferrare, Fondazione Ermitage Italia
- Milan, académie des Beaux-Arts de Brera[15],[16]
- Modène, Regia Galleria Estense di Modena[17]
- Naples, Museo Nazionale, Pinacoteca[18],[19],[20]
- Palazzo San Gervasio, Collezione Camillo d’Errico
- Pérouse, Fondazione Marini Clarelli Santi
- Ravenne
  - Collezione Guaccimanni Lorenzo Ravenna[21]
  - Museo d'Arte della Città[22]
- Rome
  - Galerie Borghèse[23]
  - Galleria Doria Pamphilj[24]

### Lituanie
- Vilnius, museum of the Radvilas Palace[25]

### Roumanie
- Bucarest, Institutul Național al Patrimoniului[26],[27]
- Sibiu, musée national Brukenthal[28],[29]

### Slovénie
- Ljubljana, National Gallery of Slovenia[30]